# Stan van Bladeren
Stan van Bladeren (Voorhout, 1 oktober 1997) is een Nederlands voetballer die als doelman speelt. Medio 2020 verruilde hij AFC Ajax voor het Deense Silkeborg IF.

## Clubcarrière

### Ajax
Van Bladeren komt - net als voormalig Ajax-doelman Edwin van der Sar - uit Voorhout en speelde ook voor VV Foreholte. Hij maakte in 2012 als C-junior de overstap naar de jeugdopleiding van AFC Ajax.
Tijdens het seizoen 2014/15 behoorde A-junior van Bladeren door verschillende keepersblessures bij Ajax een aantal maal tot de wedstrijdselectie van Jong Ajax. Op 6 februari 2015 maakte hij, door afwezigheid van onder meer Peter Leeuwenburgh, Diederik Boer, Norbert Alblas en Xavier Mous, zijn debuut in het betaald voetbal voor Jong Ajax in de Jupiler League uitwedstrijd tegen FC Volendam die met 4-3 werd gewonnen.
Op 17 maart 2015 maakte Ajax bekend dat het met Stan van Bladeren een overeenstemming had bereikt over zijn eerste contract. Van Bladeren tekende zijn eerste contract, dat liep tot en met 30 juni 2018. Na de zomerstop van 2016 schoof Van Bladeren door van de A-jeugd naar de selectie van Jong Ajax waar hij tot 15 competitiewedstrijden kwam.
In november 2019 was er sprake van een mogelijke overstap naar Helmond Sport, die na de bekendmaking echter toch niet doorging vanwege een polsblessure bij Van Bladeren. Uit de medische keuring bleek het herstel hiervan langer te duren dan aanvankelijk door Helmond Sport gedacht.
Zijn contract dat liep tot en met 30 juni 2020 werd niet verlengd en hij vertrok transfervrij bij Ajax.

## Interlandcarrière

### Jeugdelftallen
Op 10 februari 2013 debuteerde Van Bladeren als jeugdinternational voor het Nederlands elftal onder 16 jaar. Nadat hij voor dit elftal eenmalig in actie was gekomen speelde hij nog enkele wedstrijden voor de teams onder 17, 18 en 19 jaar.
| Jeugdinterlands van Stan van Bladeren | Jeugdinterlands van Stan van Bladeren | Jeugdinterlands van Stan van Bladeren | Jeugdinterlands van Stan van Bladeren | Jeugdinterlands van Stan van Bladeren | Jeugdinterlands van Stan van Bladeren |
| Team (№ interlands)                   | Datum                                 | Wedstrijd                             | Uitslag                               | Soort Wedstrijd                       | Doelpunten                            |
| Als speler van Ajax                   | Als speler van Ajax                   | Als speler van Ajax                   | Als speler van Ajax                   | Als speler van Ajax                   | Als speler van Ajax                   |
| ------------------------------------- | ------------------------------------- | ------------------------------------- | ------------------------------------- | ------------------------------------- | ------------------------------------- |
| Onder 16 (1.)                         | 10 februari 2013                      | Schotland - Nederland                 | 0 – 1                                 | UEFA Development Tournament '13       |                                       |
| Onder 17 (1.)                         | 22 oktober 2013                       | Nederland - Georgië                   | 1 – 0                                 | Kwalificatie EK 2014                  |                                       |
| Onder 17 (2.)                         | 28 februari 2014                      | Duitsland - Nederland                 | 4 – 1                                 | 4-landentoernooi Portugal '14         |                                       |
| Onder 18 (1.)                         | 3 september 2014                      | Engeland - Nederland                  | 4 – 1                                 | Vriendschappelijk                     |                                       |
| Onder 18 (2.)                         | 8 oktober 2014                        | Nederland - Servië                    | 2 – 0                                 | Vriendschappelijk                     |                                       |
| Onder 18 (3.)                         | 13 november 2014                      | Nederland - Duitsland                 | 0 – 4                                 | 4-landentoernooi Turkije '14          |                                       |
| Onder 18 (4.)                         | 17 november 2014                      | Tsjechië - Nederland                  | 0 – 1                                 | 4-landentoernooi Turkije '14          |                                       |
| Onder 19 (1.)                         | 9 oktober 2015                        | Nederland - Liechtenstein             | 2 – 0                                 | Kwalificatie EK 2016                  |                                       |

## Carrièrestatistieken

### Beloften
| Seizoen | Club      |                    | Competitie     | Competitie | Competitie |
| Seizoen | Club      | Wed.               | Competitie     | Dlp.       |            |
| ------- | --------- | ------------------ | -------------- | ---------- | ---------- |
| 2014/15 | Jong Ajax | Vlag van Nederland | Eerste divisie | 1          | 0          |
| 2015/16 | Jong Ajax | Vlag van Nederland | Eerste divisie | 0          | 0          |
| 2016/17 | Jong Ajax | Vlag van Nederland | Eerste divisie | 0          | 0          |
| 2017/18 | Jong Ajax | Vlag van Nederland | Eerste divisie | 9          | 0          |
| Totaal  | Totaal    | Totaal             | Totaal         | 10         | 0          |

Bijgewerkt op 24 juni 2018